# On the Town with the Oscar Peterson Trio
On the Town with the Oscar Peterson Trio – koncertowy album studyjny tria kanadyjskiego pianisty jazzowego Oscara Petersona, wydany z numerem katalogowym V-8287 w 1958 roku przez Verve Records.
Album został wydany na płycie kompaktowej w 2001 przez Verve Records w serii „Verve Master Edition”. Wydanie kompaktowe zawiera pięć dodatkowych utworów, które nie znalazły się na oryginalnej płycie.

## Powstanie
Materiał na płytę został zarejestrowany 5 lipca 1958 roku w Town Tavern w Toronto. Produkcją albumu zajął się Norman Granz.

## Lista utworów
Opracowano na podstawie materiału źródłowego.
Wydanie LP
Strona A
| Nr | Tytuł utworu          | Muzyka                                   | Długość |
| -- | --------------------- | ---------------------------------------- | ------- |
| 1. | „Sweet Georgia Brown” | Maceo Pinkard, Ben Bernie, Kenneth Casey | 7:44    |
| 2. | „Should I?”           | Nacio Herb Brown, Arthur Freed           | 5:02    |
| 3. | „When Lights Are Low” | Benny Carter, Spencer Williams           | 5:54    |
|    |                       |                                          | 18:40   |

Strona B
| Nr | Tytuł utworu           | Muzyka                         | Długość |
| -- | ---------------------- | ------------------------------ | ------- |
| 1. | „Easy Listenin’ Blues” | Nadine Robinson                | 6:46    |
| 2. | „Pennies from Heaven”  | Artur Johnston, Johnny Burke   | 7:20    |
| 3. | „The Champ”            | Dizzy Gillespie                | 5:22    |
| 4. | „Moonlight in Vermont” | John Blackburn, Karl Suessdorf | 5:47    |
|    |                        |                                | 25:15   |

Utwory dodatkowe na reedycji (2001)
| Nr | Tytuł utworu                   | Muzyka                        | Długość |
| -- | ------------------------------ | ----------------------------- | ------- |
| 1. | „Baby, Baby All the Time”      | Bobby Troup                   | 6:45    |
| 2. | „I Like to Recognize the Tune” | Richard Rodgers, Lorenz Hart  | 4:14    |
| 3. | „Joy Spring”                   | Clifford Brown                | 8:59    |
| 4. | „Gal in Calico”                | Arthur Schwartz, Leo Robin    | 5:15    |
| 5. | „Love Is Here to Stay”         | George Gershwin, Ira Gershwin | 7:42    |
|    |                                |                               | 32:55   |

## Twórcy
Opracowano na podstawie materiału źródłowego.
Muzycy:
- Oscar Peterson – fortepian
- Herb Ellis – gitara
- Ray Brown – kontrabas

Produkcja:
- Norman Granz – produkcja muzyczna
- Phil Stern – fotografia na okładce
- Nat Hentoff – liner notes
- Bryan Koniarz – produkcja muzyczna (reedycja z 2001)